# Kesgrave
Kesgrave – miasto i civil parish w Wielkiej Brytanii, w Anglii, w regionie East of England, w hrabstwie Suffolk, w dystrykcie East Suffolk. W 2011 roku civil parish liczyła 14 168 mieszkańców. Kesgrave jest wspomniana w Domesday Book (1086) jako Gressegrava.